# Andrea Borella
Andrea Borella (* 23. června 1961 Mestre, Itálie) je bývalý italský sportovní šermíř, který se specializoval na šerm fleretem. Bratranec Fabio Dal Zotto reprezentoval Itálii v šermu fleretem.
Itálii reprezentoval v sedmdesátých, osmdesátých a devadesátých letech. Na olympijských hrách startoval v roce 1984, 1988 a 1992 v soutěži jednotlivců a družstev. V soutěži jednotlivců obsadil na olympijských hrách 1984 a 1992 páté místo. V roce 1980 přišel o olympijské hry kvůli bojkotu některých italských složek vrcholového sportu. V roce 1986 získal titul mistra světa v soutěži jednotlivců a v roce 1981 a 1983 titul mistra Evropy. S italským družstvem fleretistů vybojoval na olympijských hrách 1984 zlatou olympijskou medaili a s družstvem vybojoval čtyřikrát titul mistra světa v letech 1985, 1986, 1990 a 1994.